# Nico Hernández
Nico Hernández, född den 4 januari 1996 i Wichita, Kansas, är en amerikansk boxare.
Han tog OS-brons i lätt flugvikt i samband med de olympiska boxningstävlingarna 2016 i Rio de Janeiro..